# Салман (Саудитска Арабия)
Салман ибн Абдулазиз ал-Сауд (на арабски: سلمان بن عبد العزیز آل سعود‎) е настоящият крал на Саудитска Арабия от 23 януари 2015 г.

## Биография
Роден е на 31 декември 1935 г. в Рияд, Саудитска Арабия. Бил е подуправител на Рияд и по-късно губернатор на Рияд в продължение на 48 години от 1963 до 2011 г. През 2012 г. той е обявен за коронован принц след смъртта на брат си Нейф бин Абдулазис. Салман става новият крал на Саудитска Арабия на 23 януари 2015 г. след смъртта на своя полубрат, крал Абдула. Неговият син, принцът Мохамад бин Салман, се смята за мощна фигура в Саудитска Арабия и води редица реформи в страната.